# چورایوو
چورایوو (به لاتین: Churayevo) یک منطقهٔ مسکونی در روسیه است که در باشقیرستان واقع شده‌است.